# Селанія сизувата
Селанія сизувата (Saelania glaucescens) — вид мохів порядку дикранальних (Dicranales).

## Поширення
Батьківщиною є Європа, Африка, Північна Америка, Азія, Нова Зеландія.
Населяє ґрунт на крутих берегах, особливо захищених навісами, часто на узбіччях доріг, ґрунт у захищених ущелинах скель; від помірних до високих висот.

## Характеристика
Листки 1–2.5(3.5) мм, проксимальні листки дрібні, дистальні та перихетіальні листки поступово загострені, ± шилуваті від ланцетної основи. Коробочкові ніжки до 15 мм. Коробочка до 1 мм. Спори 15–20(22) мкм, від зеленуватих до жовто-коричневих. Коробочки дозрівають на початку літа — пізньої осені.